# Guortesjauratj
Guortesjauratj är en sjö i Arjeplogs kommun i Lappland och ingår i Piteälvens huvudavrinningsområde. Sjön har en area på 0,124 kvadratkilometer och ligger 438,2 meter över havet.

## Delavrinningsområde
Guortesjauratj ingår i det delavrinningsområde (734691-161897) som SMHI kallar för Inloppet i Suolojaure. Medelhöjden är 505 meter över havet och ytan är 23,25 kvadratkilometer. Räknas de 9 avrinningsområdena uppströms in blir den ackumulerade arean 84,39 kvadratkilometer. Vattendraget som avvattnar avrinningsområdet har biflödesordning 3, vilket innebär att vattnet flödar genom totalt 3 vattendrag innan det når havet efter 197 kilometer. Avrinningsområdet består mestadels av skog (90 procent). Avrinningsområdet har 0,37 kvadratkilometer vattenytor vilket ger det en sjöprocent på 1,6 procent.